# Clinocera italiae
Clinocera italiae är en tvåvingeart som beskrevs av Wagner 1995. Clinocera italiae ingår i släktet Clinocera och familjen dansflugor. Inga underarter finns listade i Catalogue of Life.